# ألكسندر كولفيلد أندرسون
ألكسندر كولفيلد أندرسون هو مستكشف كندي، ولد في 10 مارس 1814، وتوفي في 8 مايو 1884.